# El Placer (El Cerrito)
El Placer es un centro poblado bajo jurisdicción del municipio de El Cerrito, en el departamento del Valle del Cauca.
Se caracteriza por sus Carnavales de Blancos y Negros, que se celebran cada año en el mes de enero, junto con el corregimiento vecino de Amaime, en estos carnavales se encuentran gran cantidad de atracciones, como lo son los juegos con cosméticos, espuma y talco, la quema del castillo y los juegos mecánicos.

## Geografía
El centro poblado El Placer limita al norte con la cabecera municipal de El Cerrito y el centro poblado de Santa Elena y al sur con el corregimiento de Amaime. El Placer se encuentra justo a un lado del río Amaime, cuenta con una altitud aproximada de 1050 msnm, una temperatura media de 25 °C y una extensión de 49.7 km².
El Placer se localiza a una distancia aproximada de 35 km de la ciudad de Cali, 9 de Palmira, 169 de Pereira, 153 de Armenia, y de su municipio El Cerrito a 12 km.
Comúnmente es confundido con el vecino corregimiento de Amaime, pero estos dos centros poblados están separados administrativamente.

### División
El centro poblado El Placer se divide en 6 barrios: 
- El Placer
- Villa Nelly
- El Carmen
- El Oviedo
- El Porvenir
- El Porvenir de Comfandi

## Economía
Su actividad económica gira en torno de la caña de azúcar, ocupando cerca de 4.013 hectáreas de su territorio. Siendo ésta la principal fuente de ingresos para los habitantes del sector.

## Fiestas
- Semana Santa
- Carnaval de negros y blancos
- Festival de la familia mes mayo
- Concurso de cometas en el mes de agosto
- Concurso de años viejos en diciembre

- Datos: Q25414914